# Nové Mesto (Bratislava)
Nové Mesto (maďarsky Pozsony-Újváros) je jedna ze čtvrtí v Bratislavě. Nachází se na severu města, v obvodě Bratislava III.

## Místní části

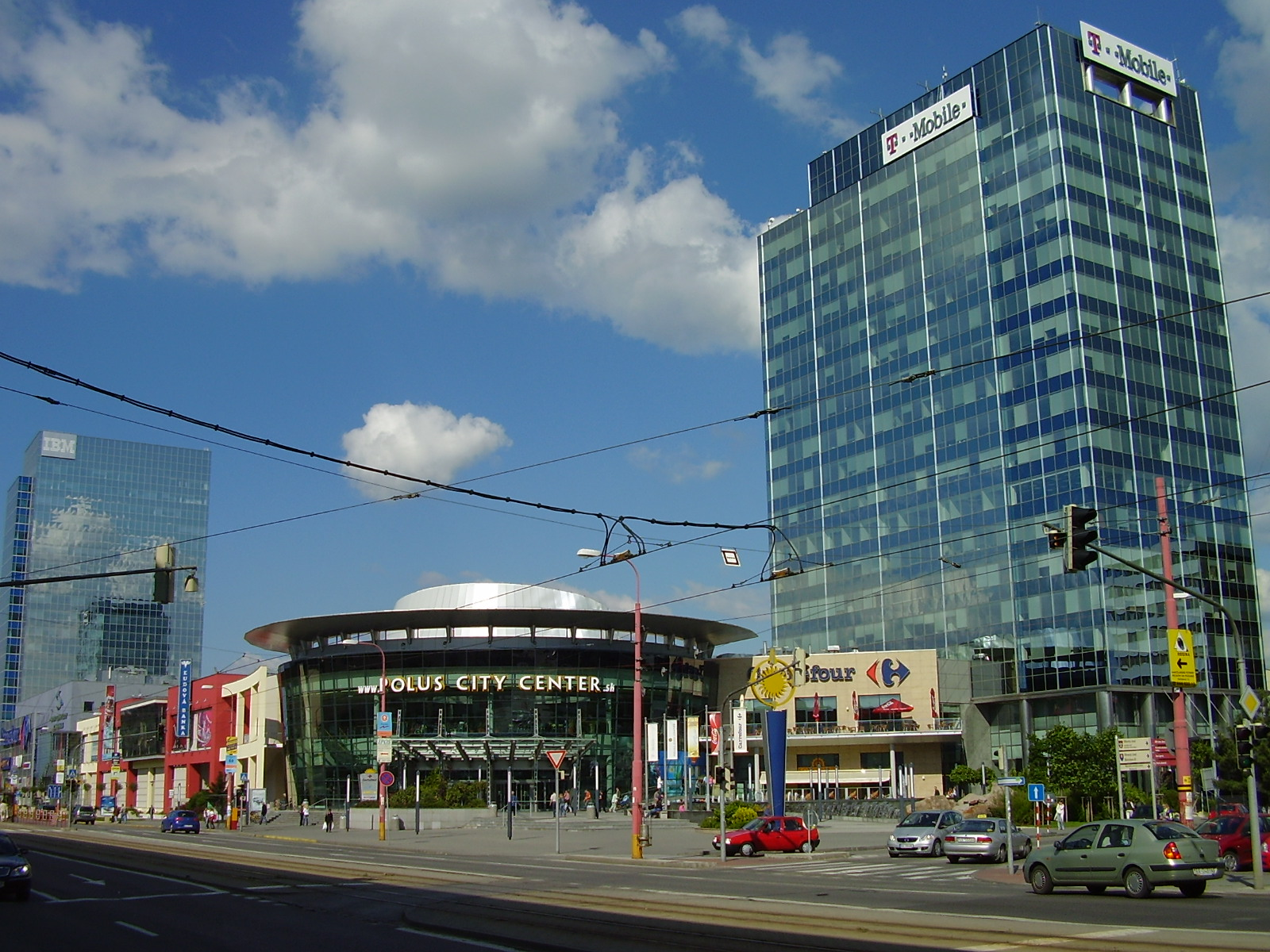
Nákupní centrum s kancelářemi Polus City Center

- Ahoj (Bratislava)
- Jurajov dvor
- Koliba
- Kramáre
- Mierová kolónia
- Pasienky/Kuchajda
- Vinohrady